# Pastinachus sephen
Pastinachus sephen är en rockeart som först beskrevs av Peter Forsskål 1775.  Pastinachus sephen ingår i släktet Pastinachus och familjen spjutrockor. IUCN kategoriserar arten globalt som otillräckligt studerad. Inga underarter finns listade i Catalogue of Life.